# Calydia setosa
Calydia setosa är en fjärilsart som beskrevs av Butler 1879. Calydia setosa ingår i släktet Calydia och familjen nattflyn. Inga underarter finns listade i Catalogue of Life.